# Cute High Earth Defense Club Love!
Cute High Earth Defense Club Love! (jap. 美男高校地球防衛部LOVE!, Binan Kōkō Chikyū Bōeibu Love!) ist ein Anime, der gleichzeitig auch durch einen Manga, Light Novel und ein Computerspiel ergänzt wurde. Das Werk parodiert das Magical-Girl-Genre und ist inspiriert von Sailor Moon – Protagonisten sind jedoch „Magical Boys“.

## Handlung

### Erste Staffel
Der träge En Yufuin (由布院 煙) und der ernsthafte Atsushi Kinugawa (鬼怒川 熱史), beide Oberschüler auf der Binan-Jungenschule im letzten Jahr, sind eng befreundet und besuchen oft gemeinsam ein Badehaus. Dieses wird vom älteren Bruder ihres Mitschülers Yumoto Hakone (箱根 有基) betrieben. Yumoto, der im Badehaus oft aushilft, geht ins erste Jahr der Oberschule, ist kindisch und aufgedreht. En und Atsushi sind im Erdretterclub, der eigentlich keine Aktivitäten hat und nur als Ausrede fürs Nichtstun dient. Mit ihnen im Club sind Io Naruko (鳴子 硫黄), für den Geld das Wichtigste ist und der ständig über seinen Laptop an der Börse handelt, und der Frauenheld Ryū Zaō (蔵王 立). Um den Club anmelden zu können, brauchen sie aber noch ein drittes Mitglied. Da erscheint plötzlich ein rosa, Wombat-ähnliches Wesen, das sie um Hilfe bittet, gefolgt von Yumoto, der es verfolgt und knuddeln will. Das außerirdische Wesen will, dass die Schüler mit den von ihm verliehenen Kräften die Erde und die Liebe verteidigen. Yumoto kommt als fünfter im Bunde gerade Recht und ist im Gegensatz zu den anderen von der Idee begeistert. Als kurz darauf ein Monster die Schule angreift, erhalten die anderen gegen ihren Willen die Kräfte des Wombat-Wesens und werden „Battle Lovers“. In kitschigen, ihnen peinlichen Kostümen und mit magischen Kräften ausgestattet besiegen sie schließlich den Gegner.
Zu ihrer Erleichterung sind sie jedoch für ihre Mitschüler nicht zu erkennen. Und so weiß auch der Schülerrat um Kinshirō Kusatsu (草津 錦史郎), Ibushi Arima (有馬 燻) und Akoya Gero (下呂 阿古哉), nicht wer die Battle Lovers sind. Die drei bilden den geheimen Welteroberungsclub Caerula Adamas und stecken hinter den Monstern an der Schule. Wie das Wombat den Battle Lovers so gibt ihnen ein Außerirdischer in Gestalt eines kleinen grünen Igels, Lord Zundar, ihre Kräfte und leitet sie an. Sie schaffen weitere Monster, um ihre Widersacher zu besiegen, indem sie die negative Stimmung enttäuschter oder frustrierter Menschen an der Schule ausnutzen. Doch die Battle Lovers können den Monstern stets widerstehen. In Bedrängnis bringt sie eher der Presseclub, der herausfinden will, wer sie sind, und der Zustand von Lehrer Tawarayama. Dieser wurde vom Wombat versehentlich die Treppe hinunter gestürzt und sein Körper seitdem vom Wombat kontrolliert. So dient er als Vertrauenslehrer des Clubs. Doch gelingt es dem Außerirdischen nicht immer, Tawarayamas Körper vor Zerfall zu bewahren oder richtig zu kontrollieren.
Nachdem die Eroberungspläne immer wieder fehlgeschlagen sind und Caerula Adamas ihre Gegner weder identifizieren noch durch Streit trennen können, will Lord Zundar die Strategie wechseln. Sein Chef, ein Außerirdischer in Gestalt eines Goldfischs, setzt ihn unter Druck. Zum Schulfest schließlich erkennen Atsushi und Kinshirō zufällig ihre Superhelden- und Schurkenidentität und es kommt zum Kampf – auch die anderen erkennen, wer ihre Gegner sind. Doch plötzlich kommt Yumotos Bruder Gōra hinzu, mit dem Goldfisch in der Hand, und zwingt ihn allen die Wahrheit zu erzählen. Tatsächlich handelt es sich bei ihrem Kampf um eine intergalaktische Reality-Fernsehsendung, die der Goldfisch und der Igel produzieren. Der Presseclub war von Anfang an eingeweiht und hat daher alles beobachtet. Ziel der Sendung ist die Eroberung und Zerstörung des Planeten. Gōra hatte dies bereits in der Vergangenheit verhindert, er war der erste Battle Lover. Der Wombat will die Fauna der Erde vor der Zerstörung durch die Fernsehsendung bewahren. Um ihren Zuschauern doch ein Spektakel zu bieten, manipuliert Zundar nun Gōra, sodass er gegen die Battle Lovers kämpft. Doch gemeinsam und mit Caerula Adamas können die Schüler die beiden Außerirdischen besiegen.

### Zweite Staffel
Während der Schülerrat, mit dem der Erdverteidigungsclub mittlerweile gut befreundet ist, in den Sommerurlaub fährt, taucht an der Binan-Oberschule erneut und überraschend ein Monster auf. Zum Kampf gegen das Monster kehrt auch der außerirdische Wombat zurück und gibt den Battle Lovers neue Superkräfte. Dies und die folgenden Monster werden – wie zuvor vom Welteroberungsclub aus frustrierten Schülern – von VEPPer geschaffen, Zwillingen die gerade erst an die Schule wechselten und ihre Kräfte vom grünen Gleithörnchen Dadacha erhalten. Zunächst wissen die Battle Lover nicht, dass hinter den Monstern die Zwillinge stecken, die auch noch in einen Palast gegenüber dem Bade von Yumoto und seinem Bruder eingezogen sind. Ihnen fällt jedoch schnell auf, dass die überheblichen Zwillinge mit ihrer Schönheit und Können – neben der Schule sind sie bekannte japanische Idols – bereits einen ihnen ergebenen Fanclub um sich geschart haben.
Mir Hilfe des Fanclubs und verzweifelter Mitschüler greifen die VEPPer immer wieder die Battle Lovers an, die jedoch schnell die Lust am Kampf verlieren und ihn meiden – wissen sie doch gar nicht, warum sie angegriffen werden. Eine Bedrohung für die Erde sind die beiden Idols zumindest nicht. Ihre Angriffe konzentrieren sich zunehmend auf Yumoto und so wird nach einiger Zeit klar, dass die Zwillinge in Yumotos Bruder Gōra vernarrt sind. Dieser hatte sie in Kindesalter, als er selbst Held war, vor einem Monster gerettet. Als sie unter Außerirdischen lebten, wurden beide gehänselt dafür, Gōra zu lieben, da er in der damaligen intergalaktischen Fernsehserie der Bösewicht war. Nun neiden sie Yumoto um seine Nähe zu seinem Bruder und wollen ihn für sich. Schließlich entführen sie ihn, sodass die Battle Lover doch gegen sie kämpfen müssen. Da sie zum Kampf in den Palast der VEPPer gelockt werden und diese ihre Beliebtheit ausnutzen, sind die Battle Lover zunächst im Nachteil. Doch der Schülerrat kommt ihnen zu Hilfe und sie können das Blatt wenden. Dadacha, der sich als Bruder Zundars herausstellt, erzählt wie er die VEPPer zu Idols machte, indem er ihnen versprach so Gōra wieder treffen zu können. Nun machte er Geld mit der Vermarktung der Zwillinge als Idols und ihrer Rolle in der Fernsehshow, in der ihre Kämpfe gegen die Battle Lovers gezeigt werden. Auch die große Beliebtheit der fünf Helden in ihrer Fernsehserie im Kampf gegen den Erderoberungsclub machte die VEPPer neidisch, da sie die ersten intergalaktisch beliebten Erdlinge sein wollten. Doch nachdem sie all das wissen und Gōra sich an die Zwillinge erinnert und sie lobt, können die Freunde die VEPPer überzeugen, dass sie als Idol ihren Anhängern Freude schenken sollten statt den Kampf und alle gemeinsam Freunde sein können. So geben die VEPPer ihren Kampf auf und schließen sich dem Freundeskreis des Erdverteidigungs- und des Erderoberungsclubs an.

### Happy Kiss
Einige Jahre nachdem alle Mitglieder des Earth Defense Club die Binan-Jungenschule verlassen haben, erscheinen die beiden magischen Tiere Karls und Furanui. Sie sind die Prinzen des magischen Königreichs Honyala-Land und sollen auf der Erde beweisen, welcher von ihnen der bessere Herrscher ist. Furanui will die Menschen mit Gewalt und Ordnung beherrschen und wählt sich den Schülerrat als Verbündete, bestehend aus dem ordnungsverliebten Vorsitzenden Ata Ibusuki, dem Schönling Taiju Unazuki und dem niedlichen, aber hochnäsigen Maasa Shirahone. Sie macht Furanui zu seinen Rittern. Karls, der alle Menschen glücklich machen möchte, gerät an die Gruppe, die nun den Klubraum des Earth Defense Club belegt und dort ähnlich wie der frühere nur faulenzt – besonders der notorische Faulpelz Kyōtarō Shuzenji. Wenn die Gruppe aus ihm sowie Taishi Manza, Ryōma Kirishima, Ichiro Dōgo und Nanao Wakura nicht im Klubraum ist, sind sie gemeinsam im öffentlichen Badehaus. Die Kämpfe gegen die Ritter Furanuis interessieren sie eigentlich wenig und sie versuchen sich eher darum zu drücken. Doch Furanui und Ata verwandeln immer wieder unglückliche Menschen an der Schule in Monster, die dann ihre Umgebung und Karls Ritter angreifen. Diese setzen sich dann mit dem Unglück des Monsters auseinander, besänftigen es und erklären ihm, wie es Glück finden kann, sodass es sich wieder in einen Menschen verwandelt.
Nach vielen erfolglosen Auseinandersetzungen mit Karls Rittern – beim Schulfest, Schwimmfest oder im normalen Schulalltag – hat es Ata Ibusuki schließlich satt und lässt seine Wut an Kyōtarō aus, dem trotz seiner Trägheit anscheinend alles gelingt und der dabei noch freundlich und gelassen bleiben kann. Da wird Ata selbst zum Monster verwandelt, was auch seine beiden Kameraden erschreckt. Es wird offenbart, dass Ata als kleines Kind von Kyōtarō und Ryōma im Badehaus allein gelassen wurde. Seitdem hat er sich ihnen immer weitere entfremdet und ist eifersüchtig auf ihre Freundschaft und dass Kyōtarō immer alles ohne Mühen gelingt, wofür sich Ata anstrengen muss. Doch auch ihn kann Kyōtarō besänftigen, hat er ihn doch schon immer gemocht und sich gewünscht, dass Ata mit den Freunden zusammen ins Badehaus kommt. Doch bevor sie des endlich tun können, werden die beiden Prinzen nach Honyala-Land gerufen. Dort hat der Minister und Bruder des Königs sich gegen den Herrscher erhoben, weil ihm dessen lockere Politik nicht gefällt. Er will das Land mit starker Hand führen. Beide Prinzen und ihre Ritter können den Minister schließlich überzeugen, dass das wichtigste ist die Menschen glücklich zu machen. Der König und sein Minister sowie die beiden Prinzen versöhnen sich und die Ritter können nach Hause zurückkehren.

## Entstehung und Zielgruppe
Das Franchise entstand aus der Idee zur Anime-Serie, die auch als erstes produziert wurde. Die erste Staffel entstand bei Studio Diomedéa basierend auf der Idee von Kurari Umatani, unter der Regie von Shinji Takamatsu und dessen Stellvertreter Chizuru Miyawaki. Die Drehbücher stammen von Michiko Yokote als leitender Drehbuchautorin und Natsuko Takahashi, je fünf Folgen, sowie Shinji Takamatsu und Chizuru Miyawaki für je eine Folge. Masakazu Ishikawa war Charakterdesigner, Yumiko Hara Nebencharakterdesigner und die künstlerische Leitung lag bei Masatoshi Mutō. Die zweite Staffel entstand bei Studio Comet mit dem gleichen Regisseur, nun aber mit Yumiko Hara als verantwortlichem Charakterdesigner. Michiko Yokote war für das Gesamtkonzept der zweiten Staffel verantwortlich.
Der Anime richtet sich an eine weibliche Zielgruppe, insbesondere Fujoshi. Wichtig dabei war, so Regisseur Shinji Takamatsu, in den Anspielungen nicht zu weit zu gehen und dem Zuschauer Raum zu lassen, den es zu füllen gilt. In seinen früheren Produktionen dagegen entstand Komik gerade aus dem Zuweitgehen heraus. Ein Teil der Komik in Earth Defense Club sollte auch daher kommen, dass die typischen Handlungsmuster von Magical Girls – wie die Verwandlung – unverändert übernommen werden und so in Kontrast zu den männlichen Protagonisten stehen. Ein weiterer Aspekt bei der Produktion waren Verwandlungs- und Kampfszenen, die ebenso elegant und schön aussehen sollten wie bei Magical Girls. Die Figuren der fünf Helden waren zunächst als Stereotype angelegt, wurden dann noch weiterentwickelt, um zu stereotype Charaktere zu vermeiden.
Auch die dritte Staffel von 2018 entstand bei Studio Comet unter Regisseur Shinji Takamatsu, der zugleich Hauptautor war. Das Charakterdesign lag bei Tomoko Miyakawa und für die künstlerische Leitung war Yasutoshi Kawai verantwortlich.

## Veröffentlichungen

### Anime
Angekündigt wurde die Serie erstmals am 26. September 2014. Die 12 Folgen der ersten Staffel liefen vom 7. Januar bis 25. März 2015 nach Mitternacht (und damit am vorigen Fernsehtag) beim Sender TV Tokyo, mit zwei Stunden Versatz TV Aichi und drei Tagen Versatz auf TV Ōsaka und AT-X. International wurde der Anime auf den Plattformen Crunchyroll und Viewster als Simulcast verbreitet, unter anderem auch mit deutschem Untertiteln.
Die zweite Staffel Cute High Earth Defense Club Love! Love! mit weiteren 12 Folgen wurde vom 8. Juli bis 23. September 2016 (bzw. am vorigen Fernsehtag) bei den gleichen Sendern und der Plattform Crunchyroll gezeigt. Am 26. August 2017 erschien die Original Video Animation Binan Kōkō Chikyū Bōeibu Love! Love! Love!, die vor allem einen gemeinsamen Rückblick der Charaktere auf die zweite Staffel enthält.
Vom 9. April bis 2. Juli 2018 (bzw. am vorigen Fernsehtag) wurde die 12 Folgen umfassende dritte Staffel Binan Kōkō Chikyū Bōeibu Happy Kiss! durch TV Tokyo, sowie mit bis zu einer Woche Versatz auch durch TV Ōsaka und AT-X ausgestrahlt. Wie die beiden Vorgänger wurde sie nicht nur bei den japanischen Sendern, sondern auch von Crunchyroll gezeigt.

#### Synchronisation
| Rolle            | japanischer Synchronsprecher (Seiyū) |
| ---------------- | ------------------------------------ |
| Yumoto Hakone    | Kazutomi Yamamoto                    |
| En Yufuin        | Yūichirō Umehara                     |
| Atsushi Kinugawa | Kōtarō Nishiyama                     |
| Io Naruko        | Yūsuke Shirai                        |
| Ryū Zaō          | Toshiki Masuda                       |
| Wombat           | Mugihito                             |
| Kinshirō Kusatsu | Hiroshi Kamiya                       |
| Ibushi Arima     | Jun Fukuyama                         |
| Akoya Gero       | Takuma Terashima                     |
| Zundar           | Hiroki Yasumoto                      |

#### Musik
Die Musik der Serie stammt von yamazo. Der Vorspann der ersten Staffel ist unterlegt mit Zettai Muteki Fallin' Love (絶対無敵☆Fallin' LOVE☆) von Chikyū Bōeibu, d. h. den Synchronsprechern der fünf Protagonisten, und das Abspannlied ist I miss you no 3 meters (I miss youの3メートル) von Chikyū Seifukubu, d. h. den drei Antagonisten. Bei der zweiten Staffel verwendete man das Lied Futten Toppa Love is Power (沸点突破☆LOVE IS POWER☆) von Chikyū Bōeibu für den Vorspann, sowie Anata wa Haruka Ittōsei (あなたは遥か一等星) von VEPPer als Abspannlied.
Der Vorspann der dritten Staffel ist unterlegt mit dem Lied Zettai Saikō Happy Kiss (絶対最幸☆HAPPY KISS☆) und das Abspannlied ist Warera Kedakaki Edelstein!! (我ら気高きエーデルシュタイン!!). Beide Lieder sind von den Sprechern des neuen Erdverteidigungsklubs gesungen.

### Manga
Ein Web-Manga namens Binan Kōkō Chikyū Seifukubu Love!, der von den Antagonisten handelt, erscheint seit dem 16. Oktober 2014 auf Pony Canyons Manga-Website Ponimaga. Dieser wird von Kurari Umatani geschrieben und von Mizu Morino gezeichnet.

### Light Novel
Als eine der beiden zweiten Veröffentlichungen des Franchises erschien in Japan am 7. Januar 2015 eine Light Novel namens Binan Kōkō Chikyū Bōeibu Love! Novel! beim Verlag Pony Canyon. Autor ist Natsuko Takahashi und die Illustrationen stammen von Yumiko Hara.

### Computerspiel
Anipani entwickelte ein Ren’ai-Adventure namens Binan Kōkō Chikyū Bōeibu Love! Game! für iOS- und Android-Smartphones. Das Spiel erschien am 26. Februar 2015.